# Grave Encounters
Grave Encounters (no Brasil, Fenômenos Paranormais) é um filme de terror canadense, lançado nos cinemas no dia 01 de junho de 2011. A direção ficou por conta dos Vicious Brothers. É estrelado por Sean Rogerson, Ashleigh Gryzko, Merwin Mondesir, Mackenzie Gray e Juan Riedinger como a equipe de um reality show sobrenatural que se tranca em um hospital psiquiátrico supostamente mal-assombrado em busca de evidências de atividade paranormal, enquanto filmam o que acaba se tornando seu episódio final.
O filme se enquadra no estilo found footage (filmes sobre gravações perdidas).
Foi um sucesso financeiro, arrecadando mais de US$ 5 milhões contra um orçamento de US$ 120 mil.

## Elenco
- Sean Rogerson como Lance Preston
- Ashleigh Gryzko como Sasha Parker
- Merwin Mondesir como T. C. Gibson
- Mackenzie Gray como Houston Grey
- Juan Riedinger como Matt White
- Arthur Corber como Dr. Arthur Friedkin
- Bob Rathie como Kenny Sandavol
- Matthew K. McBride
- Ben Wilkinson as Jerry Hartfield

## Recepção
No site agregador de críticas Rotten Tomatoes, 63% das 16 avaliações dos críticos são positivas.
O Metacritic, que usa uma média ponderada, atribuiu ao filme uma pontuação de 33 em 100, baseado em 4 críticos, indicando críticas "geralmente desfavoráveis".